# Röstånga
Röstånga is een plaats in de gemeente Svalöv in Skåne de zuidelijkste provincie van Zweden. De plaats heeft 846 inwoners (2005) en een oppervlakte van 132 hectare.

## Verkeer en vervoer
Langs de plaats lopen de Riksväg 13 en Länsväg 108.